# 東寶
東寶株式會社（日语：／ Tōhō），簡稱東寶，是日本規模最大、擁有最多的電影院和票房收入的電影公司，1932年創立時名為「株式會社東京寶塚劇場」，1943年改為現名。其商號即為「東京寶塚」之意。目前亦為阪急阪神東寶集團的3大主要成員之一。
東寶起初是以劇場起家，後來才經營電影產業。除了電影相關產業之外，目前東京的數個知名劇場也是由東寶所擁有，如日本第一個西式劇場「帝國劇場」等。而1959年富士電視台開台時，東寶也是主要發起者之一。
東寶出品的影視作品開頭動畫是畫面中間綻放的光芒，以及白色的東寶商標和黃色字的公司名。

## 著名出品

### 電影
- 哥斯拉系列電影及其他特攝怪獸電影（最早的）
- 黑澤明的一些作品（以早期为主）
- 日本沉沒（1973年首度製作，2006年再度翻拍）
- 日本誕生
- 宮本武藏系列（1954年至1956年）
- 學校怪談系列（1995年至1999年）
- 系列
- 五個撲水的少年
- 黃泉路
- 搖擺女孩（スウィングガールズ）
- 在世界中心呼喊愛
- 現在，很想見你
- 海猿
- 春之雪
- NANA1、2集
- 令人討厭的松子的一生
- 多羅羅
- 舞妓哈哈哈
- HERO
- PACO與魔法繪本
- 感染列島
- 開心直航
- 花樣男子Final
- 不沉的太陽
- 我與妻子的1778個故事
- 告白
- 奇蹟補習社
- 空中急診英雄-海空災難最終救援
- 海街女孩日記
- 鐵甲耆俠G
- 花水木：依然想著你
- 魚干女又怎樣：羅馬假期
- 劇場版「昨日的美食」

### 動畫
- 靈犬雪麗
- 魯邦三世系列
- 多啦A夢系列
- 櫻桃小丸子系列
- 橙路
- 蠟筆小新系列
- 名偵探柯南系列
- 烏龍派出所系列
- 金田一少年事件簿系列（曾翻拍成電視劇3部）
- 神奇寶貝系列
- 哈姆太郎系列
- 洛克人EXE劇場版 光明與黑暗的遺產
- 火影忍者系列
- NANA
- 新海底軍艦
- 犬夜叉劇場版系列
- 龍貓
- 紅豬
- 神隱少女
- 霍爾的移動城堡
- 崖上的波妞
- 借物少女艾莉緹
- Bleach死神劇場版系列
- 來自紅花坂
- 狼的孩子雨和雪
- 風起
- 輝耀姬物語
- 斬！赤紅之瞳
- 回憶中的瑪妮
- 血界戰線
- 干物妹！小埋
- 魔物娘的同居日常
- Chaos Dragon 赤龍戰役
- 怪物的孩子
- 你的名字
- 煙花 (動畫電影)
- 未來的未來
- 天氣之子
- 海獸之子
- HELLO WORLD
- 知道天空有多藍的人啊
- 想哭的我戴上了貓的面具
- 龍與雀斑公主
- 言葉之庭
- 碧藍航線
- 我的英雄學院
- 未確認進行式
- Orange橘色奇蹟
- 咒術迴戰
- 擅長捉弄人的高木同學
- 三者三葉
- SPY×FAMILY間諜家家酒
- 怪獸8號
- 賽馬娘 Pretty Derby
- 櫻花任務
- 無職轉生～到了異世界就拿出真本事～
- 鈴芽之旅
- 藥師少女的獨語
- 葬送的芙莉蓮
- 鬼滅之刃系列

### 電視劇
- 五個撲水的少年1、2集（於富士電視台播出）
- 在世界中心呼喊愛（於TBS電視播出）
- 現在，很想見你（於朝日電視台播出）
- 海猿（於富士電視台播出）
- 電車男（於富士電視台播出）
- BLOODY MONDAY（與TBS電視合作與播出）

### 電視電影
- 真珠夫人（曾先後於1974年及2002年播出；2002年版本於東海電視台播出）
- 圈套（；於朝日電視台播出）
- 富豪刑事1、2集（於朝日電視台播出）

## 歷年電影
- 阿片戰爭（1943年）
- 姿三四郎（1943年）
- 加藤隼戰鬥隊（1944年）
- 美的尋求（1944年）
- 續姿三四郎（1945年）
- 踏虎尾的男人（1945年）
- 創造未來的人（1946年）
- 我於青春無悔（1946年）
- 東寶千一夜（1947年）
- 美麗的星期天（1948年）
- 酩酊天使（1948年）
- 青珍珠 （页面存档备份，存于）（1952年）
- 生之慾（1952年） 東寶公司創建20周年記念電影
- 戰國無賴（1952年）
- 南國之肌 （页面存档备份，存于）（1952年）
- 港へ来た男 （页面存档备份，存于）（1952年）
- 續思春期 （页面存档备份，存于）（1953年）
- 無法松的一生（1953年）
- 太平洋之鷲（1953年）
- 再見了拉包爾 最後的戰鬥機（1954年）
- 哥吉拉（1954年）
- 宮本武藏（1954年）
- 透明人間（1954年）
- 七武士（1954年）
- 戀化妝（1955年）
- 獸人雪男（1955年）
- 續宮本武藏 一乘寺的決鬥（1955年）
- 哥吉拉的逆襲（1955年）
- 小樹（1956年）
- 東京の人さようなら（1956年）
- 亂菊物語（1956年）
- 宮本武藏 決鬥巖流島（1953年）
- 白夫人的妖戀（1956年）
- 空中大怪獸拉頓（1956年）
- この二人に幸あれ（1957年）
- わが胸に虹は消えず（1957年）
- 地球防衛軍（1957年）
- 花嫁三重奏（1958年）
- 美女和液体人（1958年）
- 大怪獸巴朗（1958年）
- 宇宙大戰爭（1959年）
- 孫悟空（1959年）
- 獨立愚連隊（1959年）
- 日本誕生（1959年）
- こだまは呼んでいる（1959年）
- 鉄腕投手 稲尾物語（1959年）
- 上役・下役・ご同役（1959年）
- 潛艇I-57號不投降（1959年）
- 暗黑街的對決（1960年）
- 大阪城物語（1960年）
- 電送人間（1960年）
- 氣體人間第一號（1960年）
- 太平洋之嵐（1960年）
- 悪い奴ほどよく眠る（1960年）
- 獨立愚連隊西進（1960年）
- 男對男（1960年）
- 摩斯拉（1961年）
- 真紅の男（1961年）
- 世界大戰爭（1961年）
- 大鏢客（1961年）
- 爾根不動明王（1961年）
- 椿三十郎（1962年）
- 金剛對哥吉拉（1962年） 東寶公司創建30周年紀念電影
- 妖星哥拉斯（1962年）
- 太平洋之翼（1963年）
- 天國與地獄（1963年）
- 五十萬人的遺產（1963年）
- 青島要塞爆撃命令（1963年）
- 瑪坦戈（1963年）
- 海底軍艦（1963年）
- 大盜賊（1963年）
- 國際秘密警察 指令第8號（1963年）
- 士魂魔道 大龍卷（1964年）
- 國際秘密年警察 虎の牙（1964年）
- 今日もわれ大空にあり（1964年）
- ああ爆弾（1964年）
- 摩斯拉對哥吉拉（1964）
- 宇宙大怪獸德古拉（1964年）
- 國際秘密警察 火藥の樽（1964年）
- 三大怪獸 地球最大決戰（1964年）
- 侍（1965年）
- 紅鬍子（1965年）
- 科學怪人對地底怪獸（1965年）
- 太平洋奇跡的作戰　キスカ（1965年）
- 國際秘密警察 鍵の鍵（1965年）
- 大冒險（1965年）
- 怪獸大戰爭（1965年）
- 血與砂（1965年）
- 奇巖城的冒險（1966年）
- 零式戰鬥機-大空戰（1966年）
- 科學怪人的怪獸山達對蓋拉（1966年）
- 哥吉拉·伊比拉·摩斯拉 南海大決鬥（1966年）
- 游擊戰（1966年）
- お嫁においで（1966年）
- 殺人狂時代（1967年）
- 國際秘密警察 絶體絶命（1967年）
- 金剛的逆襲（1967年）
- 日本最長的一日（1967年）
- 怪獸島決戰 哥吉拉之子（1967年）
- 連合艦隊司令長官 山本五十六（1968年）
- 怪獸總進擊（1968年）
- 風林火山（1969年）
- 緯度0大作戰（1969年）
- 日本海大海戰（1969年）
- 地獄變（1969年）
- 哥吉拉·迷你拉·加巴拉 全體怪獸大進擊（1969年）
- 座頭市與用心棒（1970年）
- 傑索拉·加尼美·卡美巴 決戰！南海大怪獸（1970年）
- 哥吉拉對黑多拉（1971年）
- 激動的昭和史 沖繩決戰（1971年）
- 怪獣大奮戦 大五郎對哥利阿斯 （1972年）
- 地球攻擊命令 哥吉拉對蓋剛（1972年）
- 哥吉拉對梅加洛（1973年）
- 日本沉沒（1973年）
- 諾斯特拉達姆士的大預言（1974年）
- エスパイ（1974年）
- 哥吉拉對機械哥吉拉（1974年）
- 機械哥吉拉的逆襲（1975年）
- 東京灣炎上（1975年）
- 大空のサムライ（1976年）
- 八甲田山（1977年）
- 惑星大戰爭（1977年）
- 火鳥（1978年）
- 復活之日（1980年）
- 影武者（1980年）
- 地震列島（1980年）
- 聯合艦隊（1981年）
- 幻之湖（1982年）
- 細雪（1982年） 東寶公司創建50周年紀念電影
- さよならジュピター（1984年）
- 零戰燃燒（1984年）
- 哥吉拉（1984年）
- 竹取物語（1987年）
- 首都消失（1987年）
- 帝都物語（1988年）
- ガンヘッド（1989年）
- 哥吉拉vs碧奧蘭蒂（1989年）
- ジパング（1990年）
- 超少女REIKO（1991年）
- 哥吉拉vs王者基多拉（1991年）
- 哥吉拉vs摩斯拉（1992年）
- 哥吉拉vs機械哥吉拉（1993年）
- 哥吉拉vs太空哥吉拉（1994年）
- ヤマトタケル（1994年）
- 哥吉拉vs戴斯特洛伊亞（1995年）
- 學校怪談（1995年）
- 學校怪談2（1996年）
- 摩斯拉 (1996年)（1996年）
- 摩斯拉2 海底大決戰（1997年）
- 學校怪談3（1997年）
- 摩斯拉3 王者基多拉來襲（1998年）
- 學校怪談4（1999年）
- 哥吉拉2000（1999年）
- ジュブナイル（2000年）
- クロスファイア（2000年）
- 哥吉拉×美加基拉斯 G消滅作戰（2000年）
- 哥吉拉·摩斯拉·王者基多拉 大怪獸總攻擊（2001年）
- 哥吉拉×機械哥吉拉（2002年）
- 哥吉拉×摩斯拉×機械哥吉拉 東京SOS（2003年）
- 哥吉拉 最後戰役（2004年）
- 忍者哈特利（2004年）
- 日本沉沒（2006）（2006年）
- 淚光閃閃（2006年）
- 感染列島（2009年）
- 20世紀少年（2009年）
- 豐臣公主（2011年）
- Another（2012年）
- 惡之教典（2012年）
- 永遠的0（2013年）
- 要聽神明的話（2014）
- 正宗哥吉拉(2016)
- 3月的獅子（2017）
- 機動戰士Gundam GQuuuuuuX -Beginning-（2025）

## 關聯企業
- 國際放映
- 東寶藝能
- 東寶東和
- 東寶影院
- 東寶不動產
- 阪急電鐵（東寶的發起公司）
- 阪神電氣鐵道
- 阪神虎

2006年10月，東寶與阪急、阪神電鐵組成了阪急阪神東寶集團，旗下有阪急阪神控股、H2O零售、東寶三個子集團，版圖橫跨了影視、藝術、運輸、百貨、房地產等產業。在日本劇場界相當著名的寶塚歌劇團也為其所有。

## 外部連結
- 東寶株式會社 （页面存档备份，存于）
- 株式會社東寶映畫 （页面存档备份，存于）
- 東寶藝能 （页面存档备份，存于）
- 阪急阪神東寶集團 （页面存档备份，存于）
- 東寶映画的X（前Twitter）（日語）
- 東寶映画的Instagram帳戶